# 龙射镇
龙射镇，是中华人民共和国重庆市彭水苗族土家族自治县下辖的一个乡镇级行政单位。

## 行政区划
龙射镇下辖以下地区：
胜利社区、东方村、大地村、银木村、永和村、钟山村、葡萄村、沿河村、凉风村和白果村。